# Episodes
Episodes är en brittisk-amerikansk komediserie med Matt LeBlanc i huvudrollen som en skruvad version av sig själv. Serien sändes under 2011–2017.

## Utmärkelser
Matt LeBlanc vann en Golden Globe Award för bästa manliga huvudroll i en TV-serie - musikal eller komedi 2012.

## Rollista i urval
- Matt LeBlanc – Matt LeBlanc
- Tamsin Greig – Beverly Lincoln
- Stephen Mangan – Sean Lincoln
- Kathleen Rose Perkins – Carol Rance
- John Pankow – Merc Lapidus
- Mircea Monroe – Morning Randolph
- Daisy Haggard – Myra Licht